# Kōka (tideräkning)
Kōka (japanska: 弘化?, Kōka) (2 december 1844–28 februari 1848) är en period i den japanska tideräkningen. Perioden överlappar både kejsar Ninkos och kejsar Komeis regeringsperioder. Perioden inleds med anledning av en eldsvåda i palatset i Edo och avslutas för att fira den sistnämndes trontillträde.